# Погорєлов Олександр Геннадійович
Олександр Геннадійович Погорєлов (нар. 10 січня 1980; Желєзногорськ, Курська область, СРСР) — російський багатоборець. Бронзовий призер чемпіонату світу 2009 року в десятиборстві, дворазовий віцечемпіон Європи у приміщеннях у семиборстві (2005 та 2007), чемпіон Росії у семиборстві (2002 та 2006). Майстер спорту міжнародного класу.
Випускник Брянського державного університету.

## Чемпіонат світу-2009
Бронза, яку виборов Олександр на чемпіонаті світу 2009 року в Берліні, стала першою медаллю росіян у цій дисципліні за всю історію літніх чемпіонатів світу. До цього єдиною нагородою вітчизняних десятиборців була бронза Павла Тарновецького на чемпіонаті світу 1987 року в Римі, яку він виграв у складі збірної СРСР. Сам Погорєлов до цього двічі виступав на чемпіонатах світу — 2003 року в Парижі він не закінчив змагання, а 2005 року в Гельсінкі був 5-м.
У ході змагань у Берліні Погорєлов виграв штовхання ядра з особистим рекордом (16 м 65 см), був 4-м у бігу на 110 м з/б (14,19 сек), третім у метанні диска (48 м 46 см), третім у стрибках із жердиною із повторенням особистого рекорду (5 м 10 см).
У квітні 2018 року Міжнародна асоціація легкоатлетичних федерацій (ІААФ) позбавила Погорєлова бронзової медалі чемпіонату світу-2009 через порушення антидопінгових правил.

## Допінг
У серпні 2016 року, через 8 років після завершення змагань, рішенням МОК через «позитивну» допінг-пробу анульовано результат (4 місце), який Олександр Погорєлов показав на Олімпійських іграх 2008 року в Пекіні. До цього моменту він уже давно завершив спортивну кар'єру.